# 에드먼드 버크
에드먼드 버크(영어: Edmund Burke, 1729년 1월 12일 ~ 1797년 7월 9일)는 아일랜드 더블린 출신의 영국의 정치인, 철학자이다. 1766년부터 1794년까지 휘그당 소속으로 그레이트브리튼 의회 하원 의원을 지냈다. 
버크는 그의 저서인 《자연 사회의 옹호》를 통해 사회 관습을 뒷받침하는 미덕을 옹호하고 국가의 도덕적 안정과 선에 대한 종교 기관의 중요성을 강조했다. 또한 세금 등 미국 식민지에 대한 영국 정부의 정책을 비판하였으며, 식민지의 독립 시도에 반대하였으나 식민지인들이 본국에 저항할 권리를 지지했다. 버크는 그밖에 가톨릭교도 해방령에 대한 지지, 워런 헤이스팅스 벵골 총독 탄핵 주도와 프랑스 혁명에 대한 반대로 알려져 있다.
1790년 《프랑스 혁명에 관한 성찰》에서 버크는 혁명이 국가의 전통적 제도와 "선한" 사회를 파괴하였다고 주장하였으며 그로 인해 발생한 가톨릭 교회에 대한 박해를 비난했다. 이 점은 버크를 찰스 제임스 폭스로 대표되는 신파 휘그당에 대비되는 구파 휘그당에 위치시켰다.
19세기에 들어서 버크는 영국의 보수주의자와 자유주의자들에게 두루 인정받는 인물이 되었으며, 20세기에 들어서 영미 정치에서 강경 왕정주의자이자 교황지상주의자였던 조제프 드 메스트르와 함께 보수주의의 철학적 기반을 마련한 인물로 평가받는다.

## 보수주의의 시초
최초의 근대적 보수주의자로 “보수주의의 아버지”로 알려져 있다. 비교적 진보적인 당으로 생각되던 휘그당의 당원이었던 만큼 생전 스스로나 타인에게 보수주의자라는 정체성이 씌어진 적은 없었으나, 그가 주장한 대의 정부, 자연적 귀족, 사유재산, 소집단의 중요성은 보수주의의 기본 특징이 되었다. 좀 더 정확하게는 반동적 보수주의가 아닌 온건 보수주의의 시초쯤 된다고 할 수 있다.

### 사상적 배경
이상주의적 사회를 실현하기 위해선 전래된 관습, 전통 생활방식, 법률, 헌법 등 기존의 모든 사회제도를 갈아치우고 새로운 사회를 건설해야 한다는 프랑스 혁명의 이념은 새로운 시대의 도래라는 지식인들의 열렬한 환영과 동시에 유토피아적 혁명은 공포와 독재만을 불러일으킬 것이라는 기존 가치관의 반발을 불러일으켰다. 그런 반발에 대한 타당성은 프랑스 혁명 전후의 혼란으로 뒷받침되며 버크의 사상적 배경에도 적지 않은 영향을 준 것으로 보인다.
그는 혁신적 변화와 급진적인 경제 개혁을 거부했는데 그런 변혁은 기존 질서의 파괴와 혼란만을 초래할 뿐 실익이 전혀 없다는 생각에서였다. 이는 그의 프랑스 혁명에 대한 견해에서도 잘 드러나는데, 이성을 지나치게 신뢰하는 계몽주의가 현실을 고려하지 않고 체제를 이상향으로 만드려는 시도는 인간 지성의 파괴적 행위의 전형적 예이며 역사와 경험을 토대로 한 미국의 독립혁명이나 영국의 명예혁명과 달리 폭정과 혼란, 경제체제의 파괴만을 부른다고 경고했다.

### 엘리트주의와 복지에 관한 관점
고대 그리스의 민주주의 실패 경험과 관련하여 만인의 지배는 만인의 독재라는 생각을 가진 버크였던 만큼, 당시 당연시되던 귀족주의와 엘리트주의에 긍정적일 수 밖에 없었지만 동시에 신분에 관계없이 도덕적 품성과 능력에 따라 높은 자리를 차지해야 한다는 실력주의도 버크의 주장 중 하나이며 기존 보수주의와의 차이점이라고 할 수 있다. 이런 견해는 복지에 대한 그의 주장에서도 드러나는데 (빈곤을 극복하려는 의지와 노력을 제약하는) 직접적인 국가의 복지 개입이 아닌 귀족과 부자의 도덕적인 고결함에 기초한 자발적인 온정주의에서 나온 복지가 되어야 한다고 주장했다.

### 프랑스 혁명에 관한 관점
버크는 이론적, 철학적 이유로 프랑스 혁명에 반대했다.  특히 장자크 루소의 사상을 불신했다.  루소의 사상이 검증되지 않은 추상적인 관념을 바탕으로 하고 있기 때문이다.  버크는 언제나 옳고 절대적인 규칙, 원칙은 없다고 생각했다.

## 미국 혁명에 대한 그의 연설
1775년 3월 22일 버크는 미국 혁명 전야에 의회에서 연설을 하였다. 약 2페이지 정도의 짧은 내용이지만, 그는 '자유(freedom)에 대한 사랑'과 '자유(liberty)의 강렬한 정신'이 미국의 식민지 거주자들의 강렬한 동기부여였다고 주장하였다. 그는 그 당시의 영국의 식민지였던 미국인들이 영국인들 자신이라고 주장하였다. 또한 그 당시 미국인들이 프로테스탄트(로마 가톨릭이나 성공회가 아님을 강조)이며 그것이 마음과 의견의 내적 복종에 가장 저항적이라고 말하였다.

## 종교관
버크는 종교, 특히 기독교에 관하여, 시민 사회의 기초를 이룬다고 주장한다. 이신론과 무신론을 신랄하게 비판하면서 기독교가 사회의 진보를 이루는 매개체가 된다고 주장한다. 개신교도인 아버지와 가톨릭 어머니 사이에서 태어난 그는 영국 국교회를 신봉하였으나, 로마 가톨릭에 대하여는 주의를 요하였다. 그는 국가 종교의 보존이 시민의 헌법적 자유를 보장하고 기독교가 주는 특혜가 신자의 영혼뿐만 아니라 정치적인 면에도 적용된다고 보았다. 그는 기독교가 문명에 주는 이득에 대하여는 적극적이었지만 기독교의 구체적 교리를 설명하지는 않았다. 즉, 그의 기독교는 정치적이며 철학적인 견해일 뿐 신학적인 뿌리는 없었다. 

## 저서
- 자연 사회의 옹호 A Vindication of Natural Society (1756)
- 숭고와 아름다움의 관념의 기원에 대한 철학적 탐구 A Philosophical Enquiry into the Origin of Our Ideas of the Sublime and Beautiful (1757) / 김동훈 역
- An Account of the European Settlement in America (1757)
- The Abridgement of the History of England (1757)
- Annual Register editor for some 30 years (1758)
- Tracts on the Popery Laws (Early 1760s)
- On the Present State of the Nation (1769)
- Thoughts on the Cause of the Present Discontents (1770)
- On American Taxation (1774)
- Conciliation with the Colonies (1775)
- A Letter to the Sheriffs of Bristol (1777)
- Reform of the Representation in the House of Commons (1782)
- 프랑스혁명에 관한 성찰 Reflections on the Revolution in France (1790) / 이태숙 역
- Letter to a Member of the National Assembly (1791)
- 신 휘그가 구 휘그에 올리는 호소 An Appeal from the New to the Old Whigs (1791) / 정홍섭 역 (에드먼드 버크 보수의 품격)
- Thoughts on French Affairs (1791)
- Remarks on the Policy of the Allies (1793)
- Thoughts and Details on Scarcity (1795)
- Letters on a Regicide Peace (1795–97)
- Letter to a Noble Lord (1796)

## 같이 보기
- 보수주의
- 러셀 커크
- 조지프 프리스틀리

## 참조
1. ↑  그의 출생년에는 몇 가지 설이 있다. 이는 그의 생전에 그레고리력이 바뀐 원인이 크다.
2. ↑  민경국, 경제사상사 여행 42p
3. ↑  버크, 프랑스 혁명에 관한 고찰 서문(introduction)부분
4. ↑  버크, 프랑스 혁명에 관한 고찰 18p
5. ↑  ²
6. ↑  “늘 억압받는 자들 편에 선 ‘보수주의 아버지’”. 2012년 9월 29일. 2023년 3월 20일에 확인함.
7. ↑  “Edmund Burke speech on conciliation with America March 22 1775 < 1751-1775 < Documents < American History From Revolution To Reconstruction and beyond”. 2019년 12월 25일에 확인함.